# توفيق جيارش
توفيق جيارش (بالإسبانية: Taufic Guarch)‏ (4 أكتوبر 1991 بغوادالاخارا في المكسيك - ) هو لاعب كرة قدم مكسيكي في مركز الهجوم. شارك مع منتخب المكسيك تحت 20 سنة لكرة القدم. أما مع النوادي، فقد لعب مع إسبانيول وتايجرز أونال ونادي تيكوس وVenados F.C. ‏ وTlaxcala F.C. ‏ وإسبانيول ب.

## وصلات خارجية
- توفيق جيارش على موقع الاتحاد الدولي (مؤرشف)  (الإنجليزية)
- توفيق جيارش على موقع إي إس بي إن إف سي (الإنجليزية)
- توفيق جيارش على موقع قاعدة بيانات كرة القدم.إي يو (الإنجليزية)
- توفيق جيارش على موقع Soccerway.com (الإنجليزية)
- توفيق جيارش على موقع عالم كرة القدم.نت (الإنجليزية)